# Mary Adelia McLeod

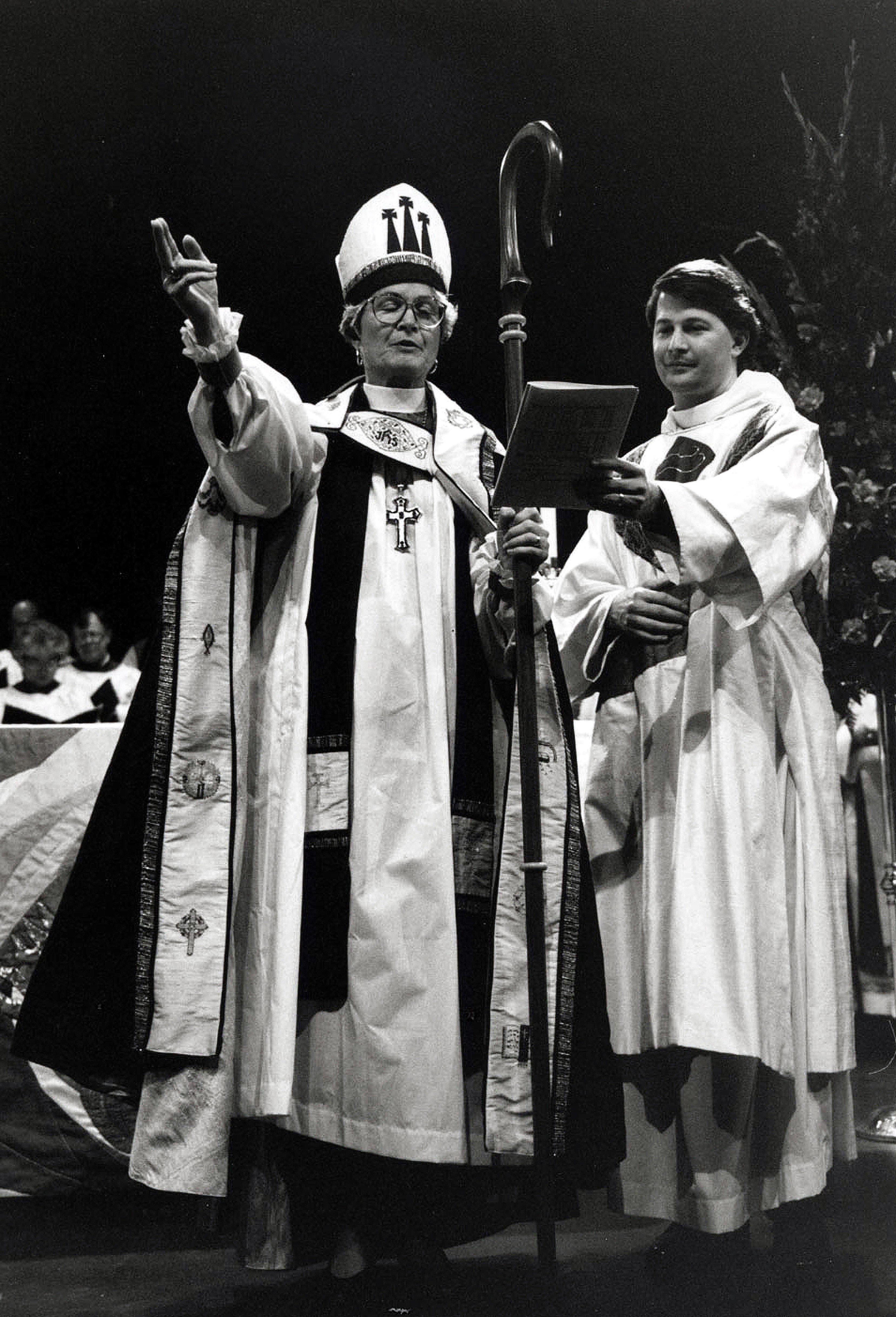
Mary Adelia McLeod (links) mit ihrem Sohn Harrison McLeod (1993)

Mary Adelia McLeod (* 27. September 1938 in Birmingham, Alabama; † 12. Oktober 2022 in Charleston, West Virginia) war eine US-amerikanische anglikanische Bischöfin der Episkopalkirche der Vereinigten Staaten von Amerika.

## Leben
McLeod studierte Geschichte und anglikanische Theologie an der University of Alabama und an der School of Theology, University of the South in Sewanee. 1980 wurde sie zur Priesterin geweiht.
Die Episcopal Diocese of Vermont war die erste Diözese der Episcopal Church, die 1993 mit Mary Adelia McLeod eine anglikanische Bischöfin wählte. Am 1. November 1993 wurde sie in Burlington, Vermont, durch Edmond Lee Browning sowie Robert O. Miller und Barbara Clementine Harris zur Bischöfin geweiht. McLeod war verheiratet und hatte fünf Kinder.

## Werke (Auswahl)
- A Voice of Our Own: Leading American Women Celebrate the Right to Vote